# Semarapura Kaja
Semarapura Kaja is een bestuurslaag in het regentschap Klungkung van de provincie Bali, Indonesië. Semarapura Kaja telt 2078 inwoners (volkstelling 2010).